# Harrisburg
För andra betydelser, se Harrisburg (olika betydelser).
Harrisburg är huvudstaden i delstaten Pennsylvania, USA. Staden ligger vid Pennsylvania-kanalen och Susquehanna. Harrisburg har sitt namn efter John Harris, ortens förste bebyggare (på 1720-talet). 

## Geografi
Nära Harrisburg ligger kärnkraftverket Three Mile Island, känt för Harrisburgolyckan 1979.

## Styre och rättsväsen
Harrisburg är säte för Pennsylvanias generalförsamling, Pennsylvanias guvernör samt Supreme Court of Pennsylvania.